# Kate Siegel
Kate Siegel (ur. 9 sierpnia 1982 w Silver Spring) – amerykańska aktorka, która wystąpiła licznych horrorach, np. Oculus, Ouija: Narodziny zła i Nawiedzony dom na wzgórzu.

## Filmografia

### Filmy
| Rok  | Tytuł                         | Rola                 | Uwagi       |
| ---- | ----------------------------- | -------------------- | ----------- |
| 2007 | Hacia la oscuridad            | Jenn                 |             |
| 2007 | The Curse of the Black Dahlia | Jennifer             | film DVD    |
| 2007 | Steam                         | Elizabeth            |             |
| 2008 | Knocked Down                  | asystentka Lance'a   | krótkometr. |
| 2009 | Puke in My Mouth              | Ms Taken 2           | krótkometr. |
| 2012 | Wedding Day                   | Erica                |             |
| 2012 | The Collector                 | Jess                 | krótkometr. |
| 2013 | Man Camp                      | Teresa               |             |
| 2013 | Oculus                        | Marisol Chavez       |             |
| 2014 | Demon Legacy                  | Jack                 |             |
| 2014 | Dead Room: Origins            | Jade                 | krótkometr. |
| 2015 | The Program                   | Natalie              | krótkometr. |
| 2015 | Wine Jabs                     | Vivian               | krótkometr. |
| 2016 | Hot                           | Beth                 |             |
| 2016 | Hush                          | Maddie Young         | też scenar. |
| 2016 | Ouija: Narodziny zła          | Jenny Browning       |             |
| 2017 | Gra Geralda                   | Sally                |             |
| 2021 | Efekt hipnozy                 | Jenn                 |             |
| 2023 | The Wrath of Becky            | agentka Kate Montana |             |

### Telewizja
| Rok  | Tytuł                     | Rola               | Uwagi                   |
| ---- | ------------------------- | ------------------ | ----------------------- |
| 2009 | Zaklinacz dusz            | Cheryl             | 1 odc.                  |
| 2010 | Wzór                      | Rachel Hollander   | 1 odc.                  |
| 2012 | The Unknown               | Evey Kyler         | 1 odc.                  |
| 2012 | Castle                    | Nadia              | 1 odc.                  |
| 2012 | Where Would We Be         | Stephanie          | 1 odc.                  |
| 2013 | Mob City                  | Tandy              | 1 odc.                  |
| 2018 | Nawiedzony dom na wzgórzu | Theodora Crain     | w gł. obsadzie; 10 odc. |
| 2020 | Hawaii Five-0             | Joanna             | 1 odc.                  |
| 2020 | Nawiedzony dwór w Bly     | Viola              | 2 odcinki               |
| 2021 | Nocna msza                | Erin Greene        | miniserial; 7 odc.      |
| 2022 | Miłość ponad czasem       | Annette DeTamble   | 3 odc.                  |
| 2023 | Zagłada domu Usherów      | Camille L'Espanaye | miniserial; 7 odc.      |